# UCI Asia Tour 2012
Die UCI Asia Tour ist der vom Weltradsportverband Union Cycliste Internationale (UCI) zur Saison 2005 eingeführte asiatische Straßenradsport-Kalender unterhalb der UCI ProTour (seit 2011: UCI WorldTour) und gehört zu den UCI Continental Circuits. Die siebte Saison beginnt am 1. Oktober 2011 und endet am 30. September 2012.
Die Eintagesrennen und Etappenrennen der UCI Asia Tour sind in drei Kategorien (HC, 1 und 2) eingeteilt. Bei jedem Rennen werden Punkte für eine Wertung vergeben. An dieser Wertung nehmen die Professional Continental Teams und die Continental Teams teil. An den einzelnen Rennen können auch ProTeams teilnehmen, die von Fahrern der ProTeams erzielten Platzierungen bleiben aber für das Ranking außer Betracht.
Die UCI gab am 26. Januar 2012 bekannt, dass die drei asiatischen Continental Teams Tabriz Petrochemical Team, Terengganu Cycling Team und Azad University aufgrund ihrer Platzierung in einem fiktionalen Ranking zu Saisonbeginn Startrecht zu allen Rennen der ersten und zweiten UCI-Kategorie haben.

## Gesamtstand
(Endstand: 30. September 2012)
| Platz | Fahrer                          |                    | Team | Punkte |
| ----- | ------------------------------- | ------------------ | ---- | ------ |
| 1.    | Hossein Alīzādeh                | Iran               | TPT  | 223    |
| 2.    | Stefan Schumacher               | Deutschland        | CWO  | 221,33 |
| 3.    | Andrea Guardini                 | Italien            | FAR  | 216    |
| 4.    | Wong Kam Po                     | Hongkong           |      | 210    |
| 5.    | Taiji Nishitani                 | Japan              | AIS  | 207    |
| 6.    | Luka Mezgec                     | Slowenien          | SAK  | 186    |
| 7.    | José Serpa                      | Kolumbien          | AND  | 180    |
| 8.    | Mohd Harrif Saleh               | Malaysia           | TSG  | 145    |
| 9.    | Maximiliano Richeze             | Argentinien        | PPO  | 129    |
| 10.   | Cameron Wurf                    | Australien         | CSS  | 121,33 |
| 11.   | Rhys Pollock                    | Australien         | DPC  | 120    |
| 12.   | Justin Jules                    | Frankreich         | VRU  | 119    |
| 13.   | Martin Pedersen                 | Danemark           | CWO  | 117,33 |
| 14.   | Mohammed Adiq Husainie Othman * | Malaysia           | CSS  | 114    |
| 15.   | Fortunato Baliani               | Italien            | PPO  | 113    |
| 16.   | Alexander Serebrjakow           | Russland           | TT1  | 110    |
| 17.   | Hossein Askari                  | Iran               | TPT  | 109    |
| 18.   | Jake Keough                     | Vereinigte Staaten | UHC  | 106    |
| 19.   | Mohd Zamri Saleh                | Malaysia           | TSG  | 103    |
| 20.   | Murodjon Xolmurodov             | Usbekistan         | SLY  | 99     |
|       | ...                             |                    |      |        |
| 164.  | Peter Erdin *                   | Schweiz            | ARH  | 16     |
| 259.  | Christian Poos                  | Luxemburg          | CCD  | 6      |

| Platz | Team                            |                        | Punkte |
| ----- | ------------------------------- | ---------------------- | ------ |
| 1.    | Terengganu Cycling Team         | Malaysia               | 539    |
| 2.    | Tabriz Petrochemical Team       | Iran                   | 440    |
| 3.    | Christina Watches-Onfone        | Danemark               | 432,98 |
| 4.    | Team Nippo                      | Japan                  | 417    |
| 5.    | Champion System                 | China Volksrepublik    | 414,99 |
| 6.    | Aisan Racing Team               | Japan                  | 346    |
| 7.    | Androni Giocattoli-Venezuela    | Italien                | 290    |
| 8.    | Team Type 1-Sanofi              | Vereinigte Staaten     | 288    |
| 9.    | Genesys Wealth Advisers         | Australien             | 267    |
| 10.   | Farnese Vini-Selle Italia       | Vereinigtes Konigreich | 258    |
| 11.   | Azad University Cross Team      | Iran                   | 249    |
| 12.   | Drapac Cycling                  | Australien             | 242    |
| 13.   | China 361° Cycling Team         | China Volksrepublik    | 214    |
| 14.   | Rabobank Continental Team       | Niederlande            | 200,02 |
| 15.   | Sava                            | Slowenien              | 186    |
| 16.   | Andalucía                       | Spanien                | 177    |
| 17.   | Continental Team Astana         | Kasachstan             | 174,01 |
| 18.   | Team Argos-Shimano              | Niederlande            | 158    |
| 19.   | RusVelo                         | Russland               | 158    |
| 20.   | Nutrixxion Abus                 | Deutschland            | 154    |
|       | ...                             |                        |        |
| 44.   | ARBÖ Gebrüder Weiss-Oberndorfer | Osterreich             | 39     |
| 54.   | Atlas Personal-Jakroo           | Schweiz                | 16     |
| 61.   | Differdange-Magic-SportFood.de  | Luxemburg              | 6      |

| Platz | Nation                       | Punkte |
| ----- | ---------------------------- | ------ |
| 1.    | Kasachstan                   | 856,84 |
| 2.    | Japan                        | 841    |
| 3.    | Malaysia                     | 592    |
| 4.    | Iran                         | 557    |
| 5.    | Hongkong                     | 449    |
| 6.    | Südkorea                     | 289    |
| 7.    | Usbekistan                   | 245    |
| 8.    | Indonesien                   | 207    |
| 9.    | Philippinen                  | 183    |
| 10.   | Kirgisistan                  | 170    |
| 11.   | Singapur                     | 131    |
| 12.   | Chinesisch Taipeh            | 81     |
| 13.   | Vietnam                      | 73     |
| 14.   | Volksrepublik China          | 66,66  |
| 15.   | Thailand                     | 8      |
| 16.   | Mongolei                     | 6      |
| 17.   | Vereinigte Arabische Emirate | 6      |
| 18.   | Syrien                       | 5      |
| 18.   | Irak                         | 5      |

| Platz | Nation (U23)      | Punkte |
| ----- | ----------------- | ------ |
| 1.    | Kasachstan        | 613,34 |
| 2.    | Malaysia          | 183    |
| 3.    | Japan             | 116    |
| 4.    | Indonesien        | 92     |
| 5.    | Iran              | 73     |
| 6.    | Hongkong          | 73     |
| 7.    | Vietnam           | 53     |
| 8.    | Südkorea          | 46     |
| 9.    | Philippinen       | 43     |
| 10.   | Singapur          | 35     |
| 11.   | Chinesisch Taipeh | 15     |
| 12.   | Irak              | 5      |

* U23-Fahrer

Zu den Regeln der einzelnen Ranglisten: 

## Rennkalender

### Oktober 2011
| Datum   | Rennen           | Kat. | Ergebnis | Sieger            | Team                    |
| ------- | ---------------- | ---- | -------- | ----------------- | ----------------------- |
| 2.–12.  | Tour d’Indonesia | 2.2  | Details  | Eric Sheppard     | Plan B Racing Team      |
| 20.–28. | Tour of Hainan   | 2.HC | Details  | Walentin Iglinski | Pro Team Astana         |
| 23.     | Tour de Seoul    | 1.2  |          | abgesagt          |                         |
| 23.     | Japan Cup        | 1.HC | Details  | Nathan Haas       | Genesys Wealth Advisers |

### November 2011
| Datum   | Rennen          | Kat. | Sieger            | Team                      |
| ------- | --------------- | ---- | ----------------- | ------------------------- |
| 1.–5.   | Tour of Taihu   | 2.2  | Boris Schpilewski | Tabriz Petrochemical Team |
| 12.–13. | Tour de Okinawa | 2.2  | Kazuhiro Mori     | Aisan Racing Team         |

### Dezember 2011
| Datum | Rennen                  | Kat. | Sieger   | Team |
| ----- | ----------------------- | ---- | -------- | ---- |
| 11.   | Tour of South China Sea | 1.2  | abgesagt |      |

### Januar
| Datum | Rennen             | Kat. | Sieger   | Team |
| ----- | ------------------ | ---- | -------- | ---- |
| 22.   | Tour of Mumbia I   | 1.2  | abgesagt |      |
| 26.   | Tour of Mumbia II  | 1.1  | abgesagt |      |
| 29.   | Tour of Mumbia III | 1.1  | abgesagt |      |

### Februar
| Datum   | Rennen                                      | Kat. | Sieger             | Team                         |
| ------- | ------------------------------------------- | ---- | ------------------ | ---------------------------- |
| 5.–10.  | Tour of Qatar                               | 2.HC | Tom Boonen         | Omega Pharma-Quick Step      |
| 14.–19. | Tour of Oman                                | 2.HC | Peter Velits       | Omega Pharma-Quick Step      |
| 15.     | Asienmeisterschaft – Einzelzeitfahren       | CC   | Eugen Wacker       | Kirgisistan                  |
| 15.     | Asienmeisterschaft – Einzelzeitfahren (U23) | CC   | Arvin Moazzemi     | Iran                         |
| 17.     | Asienmeisterschaft – Straßenrennen (U23)    | CC   | Tomohiro Kinoshita | Japan                        |
| 18.     | Asienmeisterschaft – Straßenrennen          | CC   | Wong Kam Po        | Hongkong                     |
| 24.–4.  | Tour de Langkawi                            | 2.HC | José Serpa         | Androni Giocattoli-Venezuela |

### März
| Datum   | Rennen            | Kat. | Sieger            | Team           |
| ------- | ----------------- | ---- | ----------------- | -------------- |
| 10.–16. | Tour de Taiwan    | 2.1  | Rhys Pollock      | Drapac Cycling |
| 23.–4.  | Tour de Pakistan  | 2.2  | nicht ausgetragen |                |
| 25.     | Tour de India III | 1.1  | nicht ausgetragen |                |
| 28.     | Tour de India I   | 1.2  | nicht ausgetragen |                |

### April
| Datum   | Rennen               | Kat. | Sieger                | Team                  |
| ------- | -------------------- | ---- | --------------------- | --------------------- |
| 1.      | Tour de India II     | 1.2  | nicht ausgetragen     |                       |
| 1.–6.   | Tour of Thailand     | 2.2  | Mitchell Lovelock-Fay | Australien            |
| 14.–17. | Le Tour de Filipinas | 2.2  | Baler Ravina          | GO21                  |
| 22.     | Melaka Governor Cup  | 1.2  | abgesagt              |                       |
| 22.–29. | Tour de Korea        | 2.2  | Sung Baek Park        | KSPO                  |
| 27.–1.  | Tour of Borneo       | 2.2  | Michael Torckler      | PureBlack Racing Team |

### Mai
| Datum   | Rennen               | Kat. | Sieger            | Team                  |
| ------- | -------------------- | ---- | ----------------- | --------------------- |
| 8.–13.  | Jelajah Malaysia     | 2.2  | Yusup Abrekov     | Uzbekistan Suren Team |
| 11.–16. | Azerbaïjan Tour      | 2.2  | Javier Ramírez    | Andalucía             |
| 20.–27. | Tour of Japan        | 2.2  | Fortunato Baliani | Team Nippo            |
| 20.–24. | Tour de Persian Gulf | 2.2  | abgesagt          |                       |
| 31.–3.  | Tour de Kumano       | 2.2  | Fortunato Baliani | Team Nippo            |

### Juni
| Datum   | Rennen               | Kat. | Sieger           | Team                       |
| ------- | -------------------- | ---- | ---------------- | -------------------------- |
| 4.–10.  | Tour de Singkarak    | 2.2  | Óscar Pujol      | Azad University Cross Team |
| 16.     | Golan I              | 1.2  | abgesagt         |                            |
| 16.–17. | Tour de Jakarta      | 2.2  | Chris Joven      | American Vinyl-LPGMA       |
| 18.     | Golan II             | 1.2  | abgesagt         |                            |
| 29.–12. | Tour of Qinghai Lake | 2.HC | Hossein Alīzādeh | Tabriz Petrochemical Team  |

### August
| Datum   | Rennen            | Kat. | Sieger        | Team              |
| ------- | ----------------- | ---- | ------------- | ----------------- |
| 25.–29. | Kerman Tour       | 2.2  | abgesagt      |                   |
| 29.–1.  | Tour of East Java | 2.2  | Iwan Zissaruk | Astana Track Team |

### September
| Datum   | Rennen                | Kat. | Sieger              | Team                      |
| ------- | --------------------- | ---- | ------------------- | ------------------------- |
| 1.–5.   | Tour of Milad du Nour | 2.2  | abgesagt            |                           |
| 7.–12.  | Tour of China I       | 2.1  | Martin Pedersen     | Christina Watches-Onfone  |
| 15.–17. | Tour de Hokkaidō      | 2.2  | Maximiliano Richeze | Team Nippo                |
| 15.–23. | Tour of China II      | 2.1  | Stefan Schumacher   | Christina Watches-Onfone  |
| 26.–30. | Tour de Brunei        | 2.2  | Hossein Askari      | Tabriz Petrochemical Team |